# Owingsville (Kentucky)
Owingsville es una ciudad ubicada en el condado de Bath en el estado estadounidense de Kentucky. En el censo de 2010 tenía una población de 1530 habitantes y una densidad poblacional de 245,02 personas por km².

## Geografía
Owingsville se encuentra ubicada en las coordenadas 38°8′17″N 83°45′0″O / 38.13806, -83.75000. Según la Oficina del Censo de los Estados Unidos, Owingsville tiene una superficie total de 6.24 km², de la cual 6.19 km² corresponden a tierra firme y (0.91%) 0.06 km² es agua.

## Demografía
Según el censo de 2010, había 1530 personas residiendo en Owingsville. La densidad de población era de 245,02 hab./km². De los 1530 habitantes, Owingsville estaba compuesto por el 92.22% blancos, el 4.25% eran afroamericanos, el 0.52% eran amerindios, el 0.13% eran asiáticos, el 0% eran isleños del Pacífico, el 0.92% eran de otras razas y el 1.96% pertenecían a dos o más razas. Del total de la población el 1.9% eran hispanos o latinos de cualquier raza.